# Jurij Agarkow

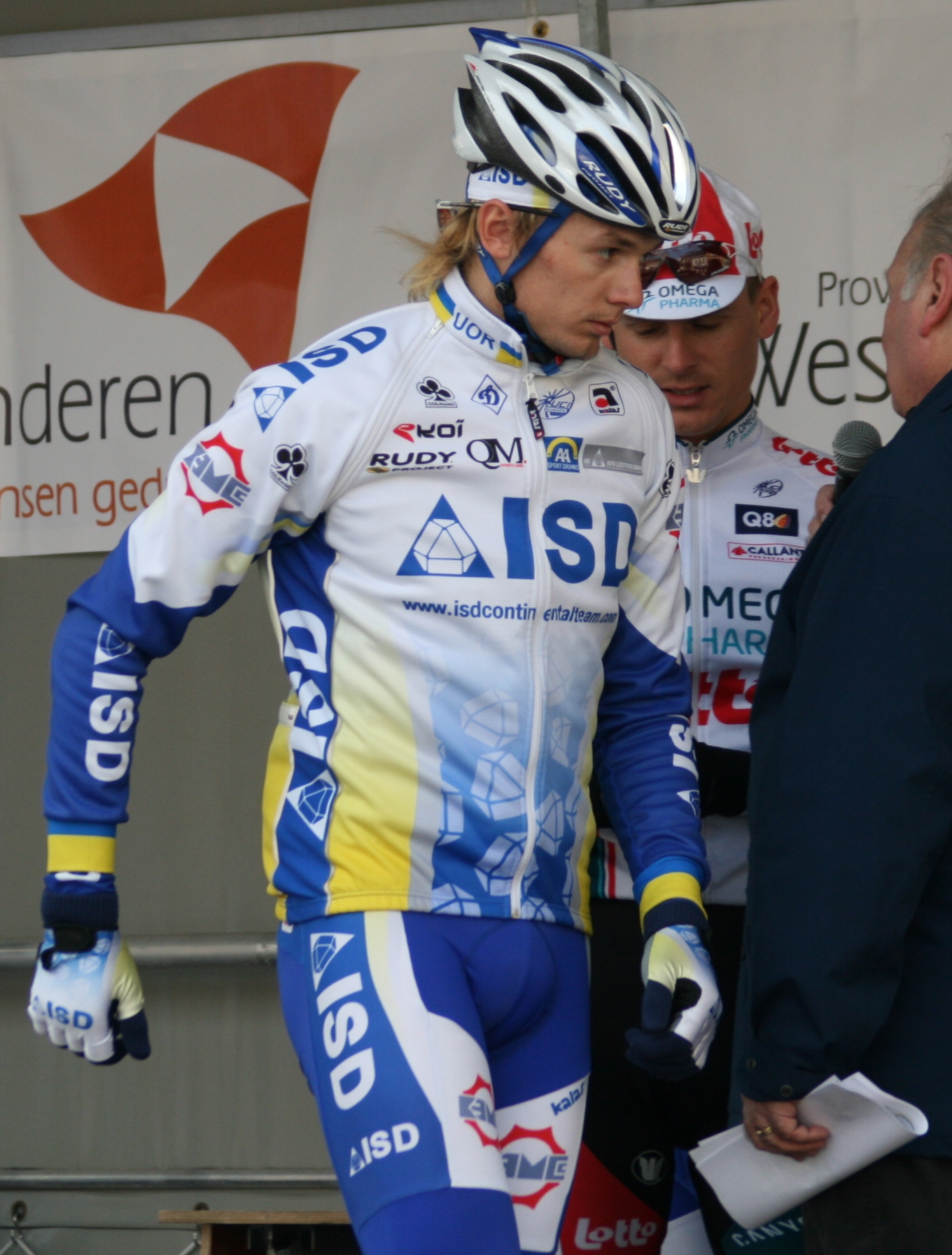
Jurij Agarkow bei den Driedaagse van West-Vlaanderen 2010

Jurij Agarkow (* 8. Januar 1987) ist ein ehemaliger ukrainischer Radrennfahrer.
Agarkow begann seine Karriere 2007 bei dem ukrainischen Continental Team ISD-Sport Donetsk. In der Saison 2008 gewann er die dritte Etappe des belgischen Etappenrennens Le Triptyque des Monts et Châteaux. 2010 wechselte er zum ISD Continental Team, für das er 2010 eine Etappe der Tour of Szeklerland und 2011 das Eintagesrennen Grand Prix of Donetsk gewann.

## Erfolge
2008
- eine Etappe Le Triptyque des Monts et Châteaux

2010
- eine Etappe Tour of Szeklerland

2011
- Grand Prix of Donetsk

## Teams
- 2007 ISD-Sport Donetsk
- 2008 ISD-Sport Donetsk
- 2009 ISD-Sport Donetsk
- 2010 ISD Continental Team
- 2011 ISD-Lampre Continental